# Niemiecki model nadzoru korporacyjnego
Niemiecki model nadzoru korporacyjnego – łączy w sobie ochronę interesów akcjonariuszy, jak również pracowników spółki. Tym samym model ten oparty jest przede wszystkim na teorii koncesji. W modelu niemieckim, organem kontroli i reprezentacji interesów akcjonariuszy jest rada nadzorcza.

## Historia
Początkowo w Niemczech, organem reprezentującym akcjonariuszy w spółce był zarząd – wybierany przez akcjonariuszy, pełniący funkcję zarządcze, jak i kontrolne. W 1870 r. wprowadzono radę nadzorczą, rozdzielając funkcje wykonawcze od nadzoru właścicielskiego. Wprowadzenie niezależnego organu kontroli, miało w swoich założeniach, ochronić nie tylko interesy właścicieli, ale także interes publiczny oraz zapewnić organom państwowym dostęp do informacji. Obowiązek ten w czasach współczesnych obejmuje wszystkie spółki, prywatne i publiczne z ograniczoną odpowiedzialnością, zatrudniające co najmniej 500 pracowników. Muszą one posiadać zarówno zarząd (Vorstand) oraz radę nadzorczą (Aufsichtsrat). Członkowie rady nadzorczej, są przeważnie reprezentantami akcjonariuszy większościowych (lub inwestorów instytucjonalnych), na mocy przepisów prawa, w radach nadzorczych niemieckich spółek zasiadają także reprezentanci pracowników.

## Praktyka działania
Rada nadzorcza przyjmuje raporty zarządu, nie posiada jednocześnie obowiązku poszukiwania dodatkowych informacji, jeśli raporty zostają uznane za niewystarczające, zarząd ma obowiązek przedstawienia dodatkowych wyjaśnień. Raporty zarządu przekazywane są okresowo i dyskutowane na posiedzeniach rady, w których przeważnie uczestniczy także zarząd (lub jego reprezentant). Dodatkowym obowiązkiem rady, jest także monitorowanie działań spółek zależnych, lub w tych w których spółka posiada znaczące udziały. Rada odpowiada przed akcjonariuszami, co wiąże się z możliwością roszczeń w stosunku do członków rady, za straty wyrządzone spółce (możliwość pozwania członków rady nadzorczej do sądu mają akcjonariusze posiadający co najmniej 5% udziałów, lub pakiet akcji wart nie mniej niż 2 miliony euro).
Rozwiązania stosowane w Niemczech miały podstawowy wpływ na praktyki przyjęte w Polsce.

## Podstawowe cechy
- Koncentracja na interesach spółki i jej pracowników
- Średnio największa liczba członków rady nadzorczej w Europie
- Udział w radzie reprezentacji pracowników
- Struktura dwupoziomowa – rada nadzorcza reprezentuje interesariuszy, natomiast zarząd kieruje spółką
- Zarząd zatrudniany przez radę nadzorczą

## Krytyka
- Praktyka nadzoru poprzez raporty zarządu zdaniem niektórych ekspertów nie gwarantuje pełnej przejrzystości działań spółki.
- Sposób nominacji do rady nadzorczej, powoduje że reprezentuje ona głównie interesy największych akcjonariuszy, tym samym model ten nie chroni wystarczająco interesów mniejszych akcjonariuszy.